# Laviana
Laviana (in castigliano) o Llaviana (in asturiano) è un comune spagnolo di 12 355 abitanti situato nella comunità autonoma delle Asturie. Nelle frazioni di Barredos, Carrio, La Pola de Llaviana, Entrialgo, Puente D'Arcu, Llorio ed El Condao scorre il fiume Nalón.